# 馬交石山

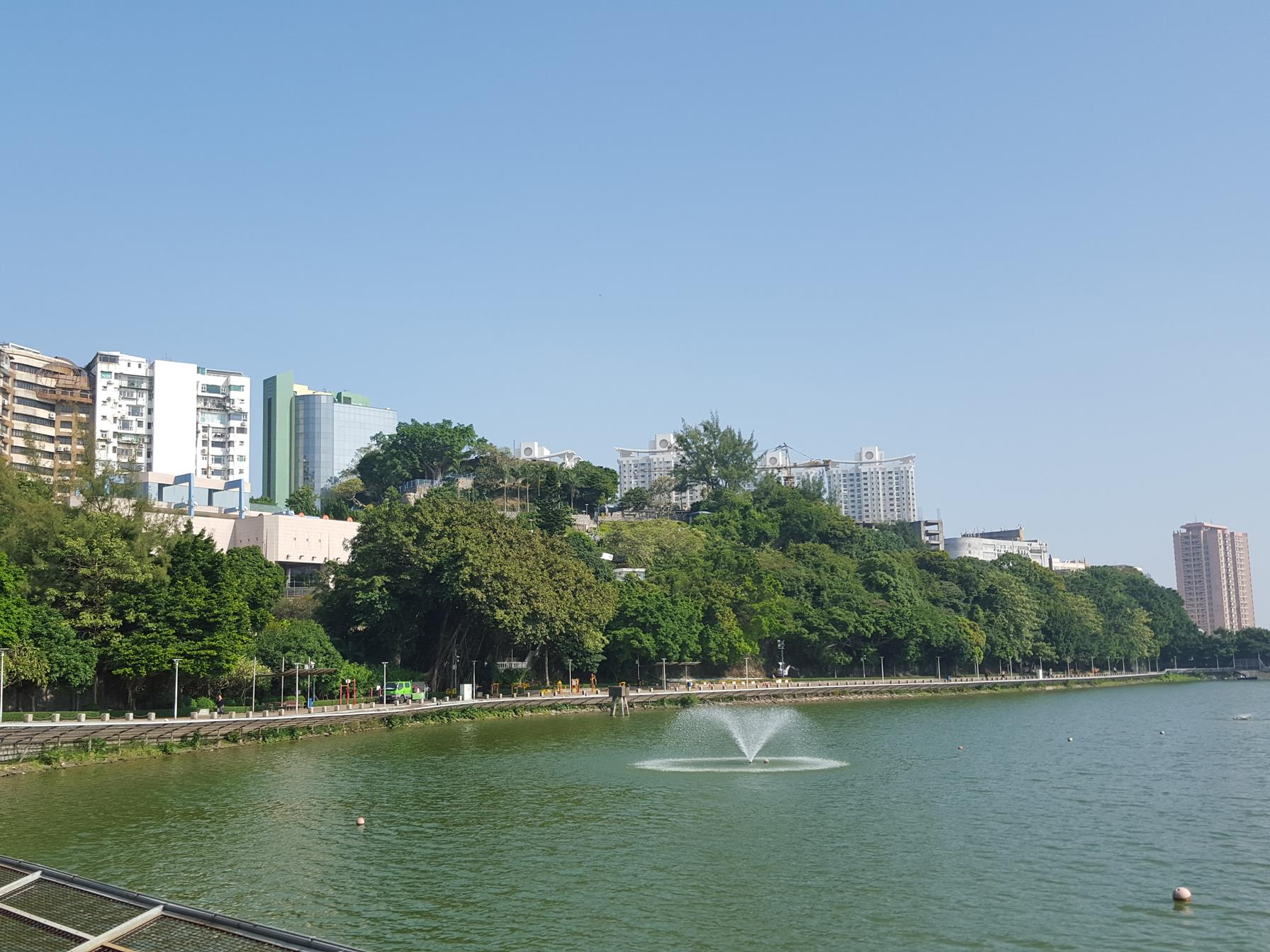
馬交石山鄰近大水塘

馬交石山（葡萄牙語：Colina da D. Maria II），是澳門半島最矮山崗，高海拔48.1公尺，位於澳門東北角，南連東望洋山，西通望廈山，地勢險要，上面築有馬交石炮台。
每年一度的澳門格蘭披治大賽車的賽道經過海邊馬路劏狗環後，便會轉上馬交石山，途經嚤囉園、海角遊雲及髮夾彎後，便轉落漁翁街，離開馬交石山，所以此山為賽道的重要組成部分。

## 附近景點
- 馬交石炮台
- 螺絲山公園
- 海角遊雲
- 通訊博物館